# Dryobotodes europaea
Dryobotodes europaea là một loài bướm đêm trong họ Noctuidae.